# Gra Roku

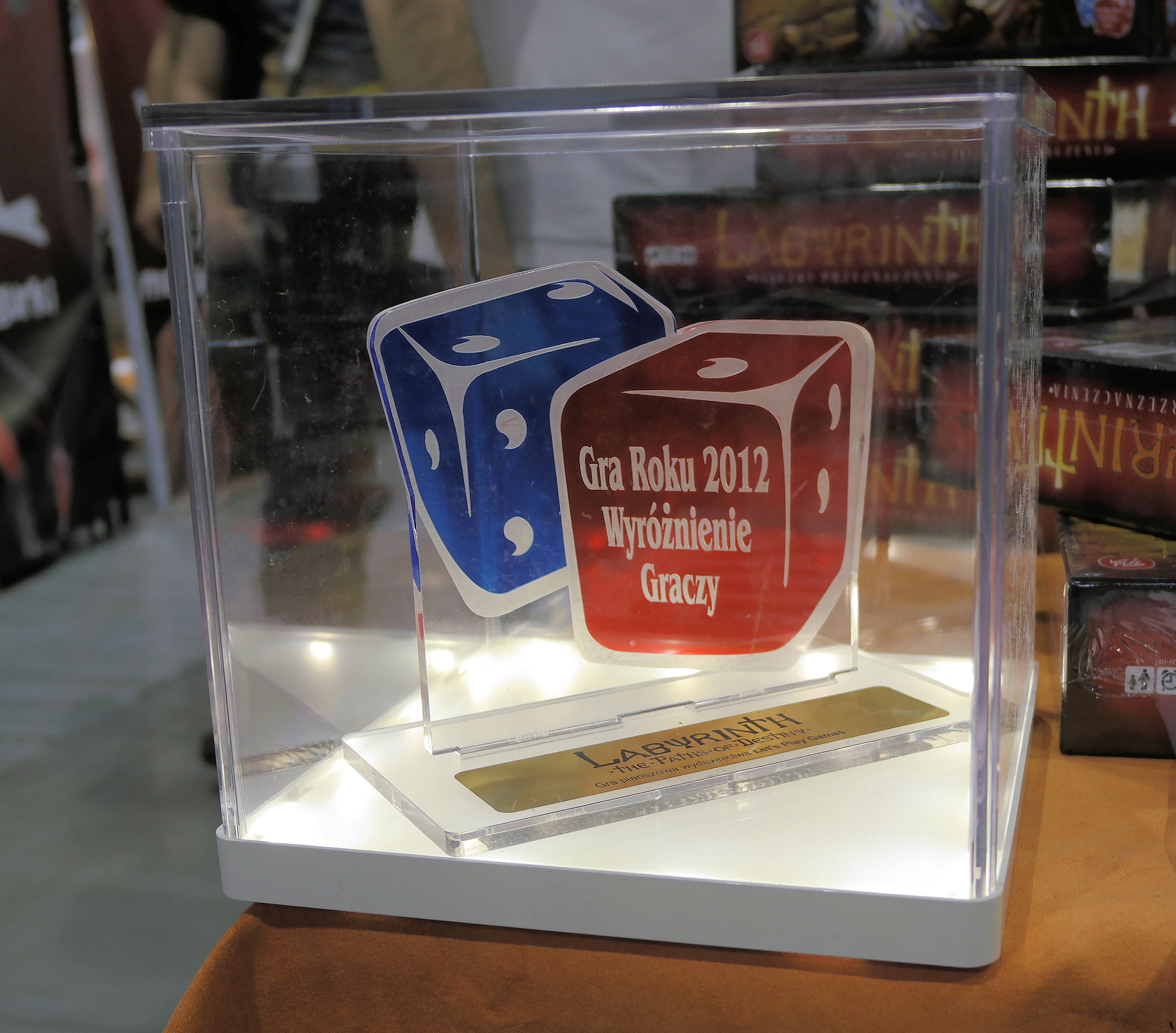
„Gra Roku"

Gra Roku – nagroda corocznie przyznawana w ramach konkursu Planszowa Gra Roku. Celem konkursu jest wybranie najlepszych tytułów oraz przedsięwzięć, które związane są z nowoczesnymi grami planszowymi. Oprócz tego, główną ideą konkursu jest popularyzacja nowoczesnych gier planszowych oraz udowodnienie, że gry planszowe to rozrywka nie tylko dla dzieci. Nagroda Gra Roku przyznawana jest przez Kapitułę Konkursu grze wydanej w roku poprzednim.
Pierwotnie, w latach 1985–1993, nagroda była przyznawana przez magazyn „Świat Młodych”. Pomysł ponownego wszczęcia konkursu narodził się z końcem 2004 roku na forum dyskusyjnym portalu tematycznego Gry-Planszowe.pl.

## Formuła konkursu
W konkursie początkowo przyznawane były tytuły w dwóch kategoriach: Gra Roku oraz Gra Roku – Wyróżnienie Graczy. Laureata pierwszego z nich wybierało, i nadal wybiera, grono ekspertów związanych z branżą (pracownicy firm wydawniczych, sklepów i publicyści niektórych mediów, zajmujący się grami planszowymi). Wyróżnienie Graczy otrzymywała gra, która zdobyła najwięcej głosów w publicznym plebiscycie prowadzonym poprzez stronę internetową wydarzenia.
W 2013 roku  Wyróżnienie Graczy zastąpiła nagroda Zaawansowana Gra Roku. W 2017 roku miały miejsce kolejne zmiany. Obok głównej nagrody Gra Roku oraz istniejącej już Zaawansowanej Gry Roku, pojawiły się odznaczenia w kategoriach: Gra Roku dla Całej Rodziny oraz Gra Roku dla Dzieci. Oprócz wymienionych tytułów wprowadzono także następujące wyróżnienia: Najlepsza Gra Tematyczna, Najlepsza Grafika, Najlepszy Polski Autor oraz Najlepszy Debiut Roku. Dodatkowo, od 2017 roku, Kapituła Konkursu ma możliwość przyznania nieobowiązkowej Nagrody Specjalnej im. Michała Gościniaka. Jest to wyróżnienie dla osoby, instytucji lub przedsiębiorstwa, które działa w sposób bezinteresowny na rzecz społeczności graczy w Polsce oraz dba o jej rozwój.   

### Brak tytułu Gra Roku 2006
We wcześniejszych latach zwycięska gra opatrywana była datą roczną, reprezentującą okres wydania danej gry. W 2006 roku Kapituła Konkursu zdecydowała się zmienić numerację lat przyznawania nagrody. Laureaci, od tego czasu, otrzymują tytuł z datą roczną odbywania się wydarzenia (choć w plebiscycie uczestniczą, jak wcześniej, gry wydane w roku poprzednim). Przykładowo: gry wydane w 2006 roku walczą o tytuł Gra Roku 2007 na początku 2007 roku. Powstała przez to teoretyczna roczna przerwa w numeracji, choć w rzeczywistości zachowano ciągłość konkursu.

## Laureaci nagrody

### 1985–1993
| Tytuł         | Gra               | Autor                            | Polski wydawca                         |
| Gra Roku 1985 | Fortuna           | b.d.                             | Spółdzielnia Rzemieślnicza „Żoliborz”  |
| Gra Roku 1986 | Magiczna Siódemka | Alex Randolph                    | Spółdzielnia Rzemieślnicza „Piaseczno” |
| Gra Roku 1987 | Fokus             | Sidney Sackson                   | Labo                                   |
| Gra Roku 1988 | Madżong           | nieznany                         | b.d.                                   |
| Gra Roku 1989 | Dreszcz           | Jacek Ciesielski                 | Ultima                                 |
| Gra Roku 1990 | Komandosi         | Robert Podleś                    | Ertrob                                 |
| Gra Roku 1991 | Wojna o Pierścień | Howard Barasch i Richard H. Berg | Encore                                 |
| Gra Roku 1992 | Magia i miecz     | Robert Harris                    | Sfera                                  |
| Gra Roku 1993 | Rummikub          | Ephraim Hertzano                 | Toma                                   |

### od 2005
| Rok  | Tytuł                             | Gra                                            | Autor                                                                | Polski wydawca                 |
| 2004 | Gra Roku 2004                     | Drakon                                         | Tom Jolly                                                            | Galakta                        |
| 2005 | Gra Roku 2005                     | Osadnicy z Catanu                              | Klaus Teuber                                                         | Galakta                        |
| 2007 | Gra Roku 2007                     | Wysokie napięcie                               | Friedemann Friese                                                    | Lacerta                        |
| 2007 | Wyróżnienie Graczy 2007           | Neuroshima HEX                                 | Michał Oracz                                                         | Portal                         |
| 2008 | Gra Roku 2008                     | Puerto Rico                                    | Andreas Seyfarth                                                     | Lacerta                        |
| 2008 | Wyróżnienie Graczy 2008           | Puerto Rico                                    | Andreas Seyfarth                                                     | Lacerta                        |
| 2009 | Gra Roku 2009                     | Agricola                                       | Uwe Rosenberg                                                        | Lacerta                        |
| 2009 | Wyróżnienie Graczy 2009           | Agricola                                       | Uwe Rosenberg                                                        | Lacerta                        |
| 2010 | Gra Roku 2010                     | Cywilizacja: Poprzez wieki                     | Vlaada ChvátilVladimír Chvátil                                       | Rebel, Wydawnictwo Portal      |
| 2010 | Wyróżnienie Graczy 2010           | Cywilizacja: Poprzez wieki                     | Vlaada ChvátilVladimír Chvátil                                       | Rebel, Wydawnictwo Portal      |
| 2011 | Gra Roku 2011                     | Boże Igrzysko                                  | Martin Wallace                                                       | Phalanx Games Polska           |
| 2011 | Wyróżnienie Graczy 2011           | Warhammer: Inwazja                             | Eric M. Lang                                                         | Galakta                        |
| 2012 | Gra Roku 2012                     | Kolejka                                        | Karol Madaj                                                          | Instytut Pamięci Narodowej     |
| 2012 | Wyróżnienie Graczy 2012           | Labyrinth: The Paths of Destiny                | Kamil Matuszak, Mateusz Pronobis, Przemysław Solski                  | Let’s Play Games               |
| 2013 | Gra Roku 2013                     | Small World                                    | Phillippe Kayaerts                                                   | Rebel                          |
| 2013 | Zaawansowana Gra Roku 2013        | Robinson Crusoe: Przygoda na przeklętej wyspie | Ignacy Trzewiczek                                                    | Wydawnictwo Portal             |
| 2014 | Gra Roku 2014                     | Potwory w Tokio                                | Richard Garfield / ilustr. Benjamin Raynal                           | Egmont                         |
| 2014 | Zaawansowana Gra Roku 2014        | Terra Mystica                                  | Jens Drögemüller, Helge Ostertag / ilustr. Dennis Lohausen           | Bard                           |
| 2015 | Gra Roku 2015                     | Splendor                                       | Marc André / ilustr. Pascal Quidault                                 | Rebel                          |
| 2015 | Zaawansowana Gra Roku 2015        | Osadnicy: Narodziny Imperium                   | Ignacy Trzewiczek / ilustr. Tomasz Jędruszek                         | Wydawnictwo Portal             |
| 2016 | Gra Roku 2016                     | Tajniacy                                       | Vlaada ChvátilVladimír Chvátil                                       | Czech Games, Rebel             |
| 2016 | Zaawansowana Gra Roku 2016        | Marco Polo                                     | Simone Luciani, Daniele Tascini                                      | Albi                           |
| 2017 | Gra Roku 2017                     | Terraformacja Marsa                            | Jacob Fryxelius                                                      | Rebel                          |
| 2017 | Zaawansowana Gra Roku 20177       | Terraformacja Marsa                            | Jacob Fryxelius                                                      | Rebel                          |
| 2017 | Gra Roku dla Całej Rodziny 2017   | Domek                                          | Klemens Kalicki                                                      | Rebel                          |
| 2017 | Gra Roku dla Dzieci 2017          | Epoka Kamienia: Junior                         | Marco Teubner                                                        | Bard                           |
| 2018 | Gra Roku 2018                     | Zamki Burgundii                                | Stefan Feld                                                          | Rebel                          |
| 2018 | Zaawansowana Gra Roku 2018        | Great Western Trail                            | Alexander Pflister                                                   | Lacerta                        |
| 2018 | Gra Roku dla Całej Rodziny 2018   | Park Niedźwiedzi                               | Phil Walker-Harding                                                  | Lacerta                        |
| 2018 | Gra Roku dla Dzieci 2018          | Wsiąść do Pociągu: Pierwsza podróż             | Alan R. Moon                                                         | Rebel                          |
| 2019 | Gra Roku 2019                     | Brzdęk! Nie drażnij smoka                      | Paul Dennen                                                          | Lucrum Games                   |
| 2019 | Zaawansowana Gra Roku 2019        | Pulsar 2849                                    | Vladimir Suchy                                                       | Rebel                          |
| 2019 | Gra Roku dla Całej Rodziny 2019   | Brzdęk! Nie drażnij smoka                      | Paul Dennen                                                          | Lucrum Games                   |
| 2019 | Gra Roku dla Dzieci 2019          | Ślimaki to mięczaki                            | Eugeni Castano                                                       | Wydawnictwo „Nasza Księgarnia” |
| 2020 | Gra Roku 2020                     | Brass Birmingham                               | Gavan Brown, Matt Tolman, Martin Wallace                             | Phalanx Games Polska           |
| 2020 | Zaawansowana Gra Roku 2020        | Brass Birmingham                               | Gavan Brown, Matt Tolman, Martin Wallace                             | Phalanx Games Polska           |
| 2020 | Gra Roku dla Całej Rodziny 2020   | Wyprawa do El Dorado                           | Reiner Knizia                                                        | Wydawnictwo „Nasza Księgarnia” |
| 2020 | Gra Roku dla Dzieci 2020          | Zombie Kidz: Ewolucja                          | Annick Lobet                                                         | FoxGames                       |
| 2021 | Gra Roku dla Całej Rodziny 2021   | Azul Letni Pawilon                             | Michael Kiesling                                                     | Lacerta                        |
| 2021 | Zaawansowana Gra Roku 2021        | Barrage                                        | Tommaso Battista, Simone Luciani                                     | Portal Games                   |
| 2021 | Gra Roku dla Dzieci 2021          | Draftozaur                                     | Antoine Bauza, Corentin Lebrant, Ludovic Maublanc, Théo Rivière      | Wydawnictwo "Nasza Księgarnia" |
| 2021 | Gra Roku Tematyczna 2021          | Cthulhu: Death May Die                         | Rob Daviau, Eric M. Lang                                             | Portal Games                   |
| 2021 | Gra Roku dla Dwóch Osób 2021      | Watergate                                      | Matthias Cramer                                                      | Lucky Duck Games               |
| 2021 | Gra Imprezowa 2021                | Paranormalni Detektywi                         | Marcin Łączyński, Szymon Maliński, Adrian Orzechowski                | Lucky Duck Games               |
| 2021 | Gra Roku 2021                     | Zaginiona Wyspa Arnak                          | Elwen, MÍn                                                           | Rebel                          |
| 2021 | Najładniejsza Gra Roku 2021       | Łąka                                           | Karolina Kijak - ilustratorka                                        | Rebel                          |
| 2021 | Autor Roku 2021                   | Palec Boży                                     | Kamil Jarząbek, Paweł Stobiecki, Jan Truchanowicz, Łukasz Włodarczyk | Fox Games                      |
| 2021 | Debiut Roku 2021                  | Palec Boży                                     | Kamil Jarząbek, Paweł Stobiecki, Jan Truchanowicz, Łukasz Włodarczyk | Fox Games                      |
| 2022 | Gra Roku dla Całej Rodziny 2022   | Kaskadia                                       | Randy Flynn                                                          | Lucky Duck Games               |
| 2022 | Gra Roku Średniozaawansowana 2022 | Diuna: Imperium                                | Paul Dennen                                                          | Lucky Duck Games               |
| 2022 | Gra Roku Ekspercka 2022           | Pax Pamir                                      | Cole Wehrle                                                          | Galakta                        |
| 2022 | Gra Roku dla Dzieci 2022          | Myszkowanie                                    | Elodie Clément, Théo Rivière                                         | Granna                         |
| 2022 | Gra Roku Tematyczna 2022          | Destinies                                      | Michał Gołębiowski, Filip Miłuński                                   | Lucky Duck Games               |
| 2022 | Gra Roku dla Dwóch Osób 2022      | Dice Throne                                    | Nate Chatellier, Manny Trembley                                      | Lucky Duck Games               |
| 2022 | Gra Roku Imprezowa 2022           | Obrazki                                        | Christian Stöhr                                                      | Rebel                          |
| 2022 | Najładniejsza Gra Roku 2022       | Canvas                                         | Luan Huynh - ilustrator                                              | Awaken Realms                  |
| 2022 | Autor Roku 2022                   | Kroniki Zamku Avel                             | Przemek Wojtkowiak                                                   | Rebel                          |
| 2023 | Gra Roku dla Całej Rodziny 2023   | Akropolis                                      | Jules Messaud                                                        | Lucky Duck Games               |
| 2023 | Gra Roku Średniozaawansowana 2023 | Turbo                                          | Asger Harding Granerud, Daniel Skjold Pedersen                       | Rebel                          |
| 2023 | Gra Roku Ekspercka 2023           | Dominant Species: Władcy Ziemi                 | Chad Jensen                                                          | Phalanx Games Polska           |
| 2023 | Gra Roku dla Dzieci 2023          | W Krainie Baśni                                | Opracowanie: Wydawnictwo Muduko Ilustracje: Nikola Kucharska         | muduko                         |
| 2023 | Gra Roku Tematyczna 2023          | Frostpunk: Gra Planszowa                       | Adam Kwapiński                                                       | Rebel                          |
| 2023 | Gra Roku dla Dwóch Osób 2023      | Splendor: Pojedynek                            | Marc André, Bruno Cathala                                            | Rebel                          |
| 2023 | Gra Roku Imprezowa 2023           | Gluty                                          | Reiner Knizia                                                        | Pink Frog                      |
| 2023 | Najładniejsza Gra Roku 2023       | Flamecraft                                     | Sandara Tang - ilustratorka                                          | Lucky Duck Games               |
| 2023 | Autor Roku 2023                   | Frostpunk: Gra Planszowa, Nemesis Lockdown     | Adam Kwapiński                                                       | Rebel                          |
| 2024 | Gra Roku dla Całej Rodziny 2024   | MLEM: Agencja Kosmiczna                        | Reiner Knizia                                                        | Rebel                          |
| 2024 | Gra Roku Średniozaawansowana 2024 | Wojna w Krainie Czarów                         | Tim Eisner, Ben Eisner, Ian Moss                                     | Galakta                        |
| 2024 | Gra Roku Ekspercka 2024           | Hegemony                                       | Vangelis Bagiartakis, Varnavas Timotheou, Jakub Skop                 | Wydawnictwo Portal             |
| 2024 | Gra Roku dla Dzieci 2024          | Banda Pand i Kawałki Bambusa                   | Przemek Wojtkowiak                                                   | Egmont                         |
| 2024 | Gra Roku Przygodowa 2024          | Assassin’s Creed: Brotherhood Of Venice        | Thibaud de la Touanne, Fabrice Lamidey, Manuel Rozoy                 | Wydawnictwo Portal             |
| 2024 | Gra Roku dla Dwóch Osób 2024      | Halo Wieża                                     | Luc Rémond                                                           | Lucky Duck Games               |
| 2024 | Gra Roku Imprezowa 2024           | Hitster                                        | Marcus Carleson                                                      | TM Toys                        |

## Nagroda im. Michała Gościniaka
2017: Adam Badura
2018: Artur „Nataniel” Jedliński
2019: PIONEK Rodzinne Spotkania z Grami Planszowymi (Koło Gier Planszowych Młodzieżowego Domu Kultury w Gliwicach)
2022: Tomasz Międzik